# Mezoregion Pantanais Sul-Mato-Grossenses

Mezoregion Pantanais Sul-Mato-Grossenses

Mezoregion Centro-Norte de Mato Grosso do Sul – mezoregion w brazylijskim stanie Mato Grosso do Sul, skupia 7 gmin zgrupowanych w dwóch mikroregionach. 

## Mikroregiony
- Aquidauana
- Baixo Pantanal